# Santiago Mirabent

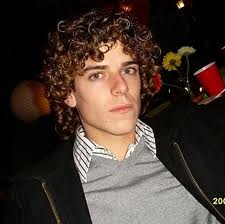
Santiago Mirabent em 2012

Santiago Mirabent (México, 22 de setembro de 1989) é um ator e cantor mexicano.

## Biografia
- Trabalhou no teatro quando tinha 10 anos;
- Seu primeiro Trabalho na televisão foi em Poucas, Poucas Pulgas (De Pocas Pocas Pulgas) como Danilo Fernández;
- Teve uma participação especial na novela Piel de Otoño (inédita no Brasil) como ele mesmo;

## Carreira

### Telenovelas
- Poucas, Poucas Pulgas (De Pocas Pocas Pulgas - 2003) - Danilo Fernández
- Piel de Otoño (2005) - como ele mesmo

## Informações da novela
- Santiago Mirabent. no IMDb.